# Wimborne Minster
Wimborne Minster ou simplement Wimborne, est une ville et une paroisse civile du Dorset, en Angleterre. Elle est située dans l'est du comté, au confluent de l'Allen et de la Stour, dans les Dorset Heaths (en). La grande ville la plus proche est Poole, à 8 km au sud. Administrativement, elle relève du district de East Dorset. Au recensement de 2011, elle comptait 6 790 habitants.
La ville doit son nom à l'église de Wimborne Minster (en), fondée sous la forme d'une abbaye au début du VIIIe siècle.

## Étymologie
La première partie du nom Wimborne Minster est attestée à la fin du IXe siècle sous la forme Winburnan. Ce toponyme désigne à l'origine la rivière Allen avant d'être attribué à la localité. Il se compose des éléments vieil-anglais *winn « prairie » et burna « rivière ». Dans le Domesday Book, achevé en 1086, la localité apparaît sous le nom Winburne.
L'élément Minster provient de mynster, un terme vieil-anglais désignant certaines églises monastiques. Il est accolé au nom de Wimbourne à partir du XIIIe siècle, étant attesté sous la forme Wymburneminstre dans un document de 1236.

## Dans les arts
Le roman de Thomas Hardy À la lumière des étoiles (en) (Two on a Tower), paru en 1882, se déroule dans un village fictif nommé Warborne qui s'inspire de Wimborne Minster, où Hardy séjourne de 1881 à 1883.

## Personnalités liées
- George Douglas-Hamilton (10e comte de Selkirk) (1906-1994),  noble écossais et un politicien conservateur, y est né ;
- Robert Fripp (né en 1946), guitariste du groupe de rock progressif King Crimson, y est né ;
- Thècle de Kitzingen (?-790), religieuse bénédictine et sainte catholique, y est née ;
- Jack Raymond (1886-1953), acteur et réalisateur, y est né.

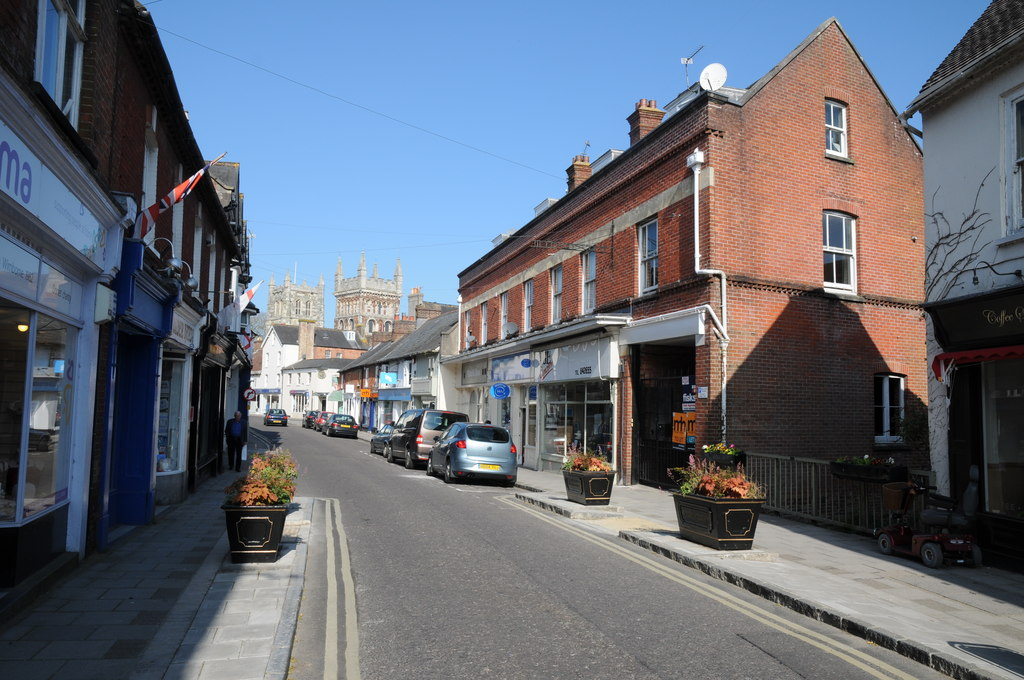
East Street.

## Jumelages
| Ville | Ville      | Pays | Pays      |
| ----- | ---------- | ---- | --------- |
|       | Ochsenfurt |      | Allemagne |
|       | Valognes   |      | France    |